# Buffalo Bill (Comic)
Buffalo Bill – Der Held des Wilden Westens war ein Western-Comic, der vom Bastei-Verlag in den Jahren 1975 bis 1984 in Deutschland herausgegeben wurde.
Das Heft wurde vierfarbig gedruckt.
Die frühen Ausgaben bis Heft 44 trugen noch den Titel „Lasso Western“, danach „Lasso“. Erst spätere Ausgaben hießen „Buffalo Bill“ (Zeichner: Hansrudi Wäscher). Buffalo Bill Hefte wurden farblich auch verändert. Früher noch mit rotem Hintergrund Layout, später ab Heft 158 dann mit gelbem Hintergrund. Sie wechselten sich mit Lasso ab. Dazwischen erschienen aber auch noch die Buffalo Bill Sonderhefte. Ab Heft 377 bekam Buffalo Bill eine eigenständige Serie, die von 1975 bis 1984 erschien. Die letzte Nummer war 671.